# ТОВ «Вічна благодать»
ТОВ «Вічна благодать» (англ. Perpetual Grace, LTD) — американський телесеріал 2019 року, трилер з елементами неонуару, з Джиммі Сімпсоном, Беном Кінґслі та Джекі Вівер у головних ролях. Прем'єра телесеріалу відбулася 2 червня 2019 року на телеканалі «Epix».

## Синопсис
У телесеріалі йдеться про двох аферистів. Пол Аллен Браун (Деймон Герріман) — син популярного та впливового пастора, вступає у змову з шахраєм Джеймсом (Джиммі Сімпсон). Йому добре відомо, що у його батьків є велика сума грошей, яку вони обманом здобули у прихожан церкви, виманюючи у них заощадження, прикриваючись релігією та запевняючи довірливих людей, що всі кошти йдуть на добру справу. Вони розробляють план, який спочатку проходив без проблем. Однак пастор Браун (Бен Кінґслі) та його дружина Ліліан (Джекі Вівер), виявляються не такими простаками, як припускали змовники. На кону мільйони доларів, тому люди готові на найвідчайдушніші вчинки,і кожного, хто перейшов їм дорогу, чекає жорстока кривава розплата.

## У ролях
Головні
- Джиммі Сімпсон — Джеймс
- Бен Кінґслі — пастор Байрон Браун
- Джекі Вівер — Ліліан Браун
- Луїс Ґусман — Гектор Контрерас
- Деймон Герріман — Пол Аллен Браун
- Кріс Конрад — «Ню Ліф»

Епізодичні
- Куртвуд Сміт — дядько Дейв
- Террі О'Квінн — Веслі Вокер, техаський рейнджер[7]
- Тімоті Сполл — Донні[8]
- Деш Вільямс — Гленн Пірдо
- Еліана Александер[en] — Мерісоль Контрерас
- Алонсо Альварес — Еміль Контрерас
- Кельвін Бенуто — Матіас Контрерас
- Дена Делорендзо[en] — Валері Спуунтс
- Майкл Чернус — Еверлі Пірдо
- Камрін Джонс — Тереза Вільямс
- Ефрен Рамірез — Феліпе Ґільєрмо Устед
- Гана Мей Лі — Скотті Шолс[9]

## Епізоди
| № серії | Назва серії                                                 | Режисер(и)     | Сценарист(и)                 | Оригінальна дата показу |
| ------- | ----------------------------------------------------------- | -------------- | ---------------------------- | ----------------------- |
| 1       | «Eleven»                                                    | Стівен Конрад  | Стівен Конрад та Брюс Терріс | 2 червня 2019           |
| 2       | «Orphan Comb Death Fight»                                   | Стівен Конрад  | Стівен Конрад та Брюс Терріс | 9 червня 2019           |
| 3       | «Felipe G. Usted. Almost First Mexican on the Moon. Part 1» | Джеймс Вітакер | Стівен Конрад та Брюс Терріс | 16 червня 2019          |
| 4       | «Felipe G. Usted. Almost First Mexican on the Moon. Part 2» | Джеймс Вітакер | Стівен Конрад та Брюс Терріс | 23 червня 2019          |
| 5       | «Wandering Left»                                            | Стівен Конрад  | Стівен Конрад та Брюс Терріс | 30 червня 2019          |
| 6       | «When Doves Cry»                                            | Стівен Конрад  | Стівен Конрад та Брюс Терріс | 7 липня 2019            |
| 7       | «Bull Face»                                                 | Джеймс Вітакер | Стівен Конрад та Брюс Терріс | 14 липня 2019           |
| 8       | «Fiveever»                                                  | Джеймс Вітакер | Стівен Конрад та Брюс Терріс | 21 липня 2019           |
| 9       | «The Elements of an Epiphany»                               | Стівен Конрад  | Стівен Конрад та Брюс Терріс | 28 липня 2019           |
| 10      | «A Sheriff in The Era of The Cartel»                        | Стівен Конрад  | Стівен Конрад та Брюс Терріс | 4 серпня 2019           |

## Виробництво
28 серпня 2018 року «Epix» оголосив, що розпочинає проект під робочою назвою «Our Lady, LTD», телесеріал з десяти епізодів. Сценарій до телесеріалу створили Стівен Конрад та Брюс Терріс. Стівен Конрад також буде режисером. Виробництво телесеріалу здійснюватиме компанія «MGM Television». Під час щорічного прес-туру Асоціації телевізійних критиків, 10 лютого 2019 року, було оголошено про те, що новий телесеріал отримає назву «Perpetual Grace, LTD».
Фільмування серіалу проходило у штаті Нью-Мексико, в Санта-Фе та Лос-Серрільос, і розпочалось у листопаді 2018 року. У грудні 2018 року фільмування продовжилось в Лос-Аламосі. Телесеріал фільмували до березня 2019 року.